# Gander Lake
Gander Lake is een meer op het eiland Newfoundland in de Canadese provincie Newfoundland en Labrador. Het ligt direct ten zuiden van de gemeente Gander op 200 km ten noordwesten van de provinciehoofdstad St. John's.
De Trans-Canada Highway loopt parallel aan de noordelijke oever van het meer. Op enkele plaatsen langs het traject kan Gander Lake vanaf de weg gezien worden.

## Hydrografie

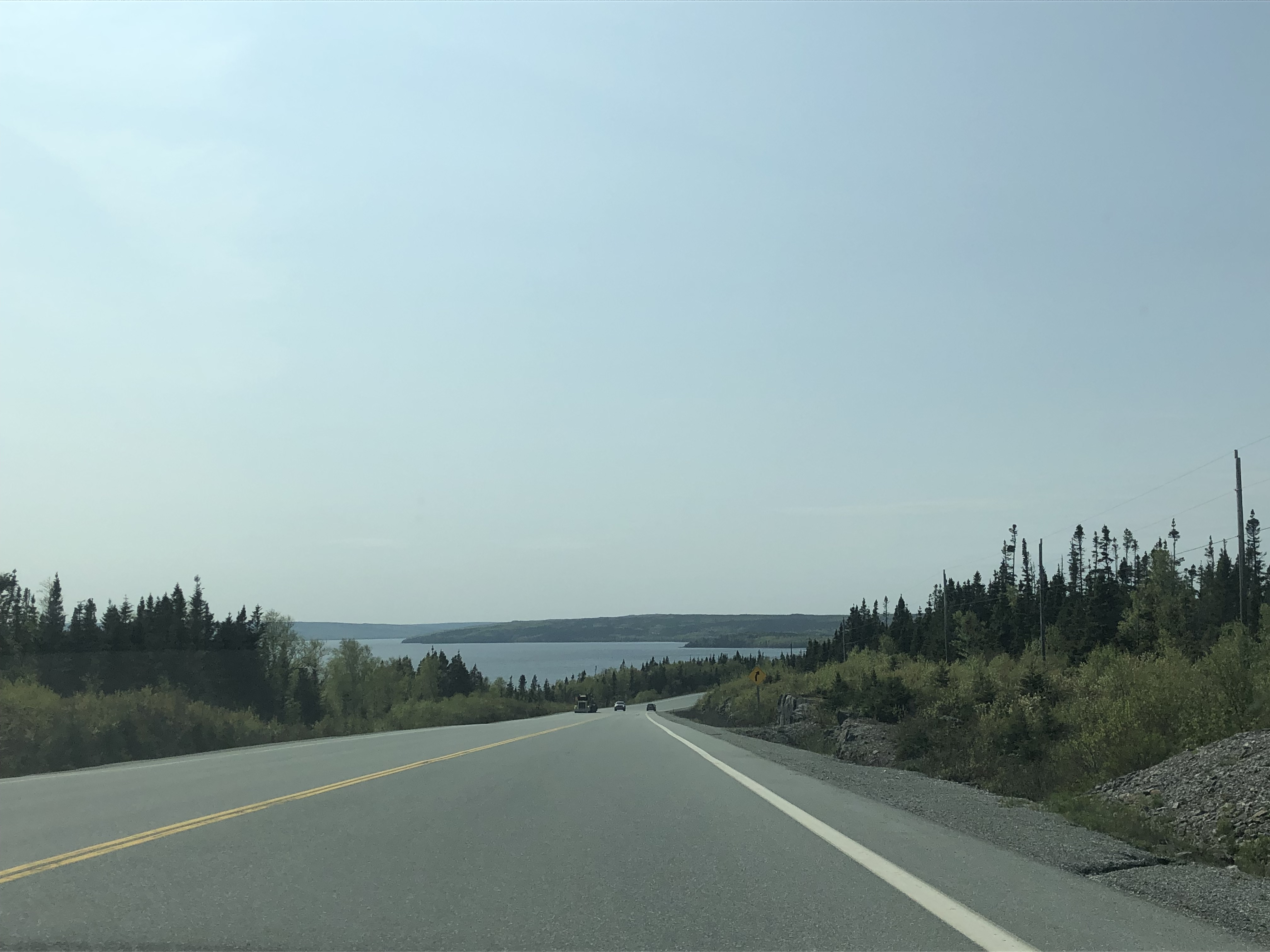
Gander Lake gezien vanaf de Trans-Canada Highway

In het zuiden wordt het meer aangevuld door de Northwest Gander en de Southwest Gander. Gander Lake watert zelf af via de rivier de Gander, die het meer verlaat via een lange zijarm aan de westelijke noordkust.
Het meer heeft een oppervlakte van ongeveer 113,2 km² en een gemiddelde diepte van ruim 105 meter. Het diepste punt is 288 meter diep.